# جسیکا کپشاو
جسیکا بروک کپشاو (به انگلیسی: Jessica Brooke Capshaw) (زاده ۹ اوت ۱۹۷۶) بازیگر آمریکایی است.
او در سریال آناتومی گری ایفاگر نقش دکتر آریزونا رابینس است. او همچنین در فیلم‌های گزارش اقلیت، تعطیلات و ولنتاین ایفای نقش کرده است